# Pine Island (Minnesota)
Pine Island è una città degli Stati Uniti d'America, situata in Minnesota, nella Contea di Goodhue e in parte nella Contea di Olmsted.